# Youssef Michte
Youssef Michte, né le 1er janvier 1999 à Safi (Maroc) est un footballeur marocain jouant  à l'Olympique de Safi. Il joue au poste de milieu de terrain.

## Biographie
Formé à l'Olympique de Safi, il fait ses débuts professionnels en championnat en entrant en jeu le 21 septembre 2020 à la 75e minute en remplaçant Hamza Khabba face au Fath US (défaite, 5-2). Le 29 décembre 2022, il inscrit son premier but à la dernière minute du match, deux minutes après être entré en jeu à la place de Moncef Amri face au SCC Mohammédia (victoire, 1-2),.

## Statistiques

### Statistiques détaillées
| Saison                | Club                  | Championnat           | Championnat | Championnat | Championnat | Coupe(s) nationale(s) | Coupe(s) nationale(s) | Coupe(s) nationale(s) | Compétition(s) continentale(s) | Compétition(s) continentale(s) | Compétition(s) continentale(s) | Compétition(s) continentale(s) | Autres compétitions | Autres compétitions | Autres compétitions | Autres compétitions | Total | Total | Total |
| Saison                | Club                  | Division              | M.          | B.          | P.d.        | M.                    | B.                    | P.d.                  | Comp.                          | M.                             | B.                             | P.d.                           | Comp.               | M.                  | B.                  | P.d.                | M.    | B.    | P.d.  |
| 2019-2020             | OC Safi               | Botola Pro            | 4           | 0           | 0           | -                     | -                     | -                     | -                              | -                              | -                              | -                              | -                   | -                   | -                   | -                   | 4     | 0     | 0     |
| 2020-2021             | OC Safi               | Botola Pro            | 12          | 0           | 0           | -                     | -                     | -                     | -                              | -                              | -                              | -                              | -                   | -                   | -                   | -                   | 12    | 0     | 0     |
| 2021-2022             | OC Safi               | Botola Pro            | 19          | 0           | 0           | -                     | -                     | -                     | -                              | -                              | -                              | -                              | -                   | -                   | -                   | -                   | 19    | 0     | 0     |
| 2022-2023             | OC Safi               | Botola Pro            | 7           | 1           | 0           | -                     | -                     | -                     | -                              | -                              | -                              | -                              | -                   | -                   | -                   | -                   | 7     | 1     | 0     |
| Total sur la carrière | Total sur la carrière | Total sur la carrière | 42          | 1           | 0           | -                     | -                     | -                     | -                              | -                              | -                              | -                              | -                   | -                   | -                   | -                   | 42    | 1     | 0     |